# ولاية سونورا
سونورا (بالإسبانية: Sonora)‏، واسمها رسميا ولاية سونورا الحرة وذات السيادة (بالإسبانية: Estado Libre y Soberano de Sonora)‏، هي إحدى ولايات المكسيك الواحدة والثلاثين. وهي مقسمة إلى 72 بلدية. العاصمة هي مدينة هيرموسيلو.
تقع سونورا في شمال غرب المكسيك، وتحدها ولايات تشيواوا إلى الشرق، ولاية باخا كاليفورنيا في الشمال الغربي وسينالوا إلى الجنوب. وتشترك في الشمال في الحدود بين الولايات المتحدة والمكسيك مع ولايتي أريزونا ونيو مكسيكو، ولديها ساحل طويل في الغرب على خليج كاليفورنيا.
وتنقسم الجغرافيا الطبيعية في سونورا إلى ثلاثة أجزاء: سييرا مادري الغربية في الجزء الشرقي من الولاية، السهول والتلال في الوسط؛ والساحل على خليج كاليفورنيا. وتتكون في معظمها من الصحاري والمراعي القاحلة أو شبه القاحلة، مع هطول الأمطار في المرتفعات بما يكفي لنمو أنواع أخرى من النباتات.
سونورا هي موطن لثمانية قبائل أصلية، بما في ذلك مايو، وياكي، وسيري. واكتسبت أهمية اقتصادية بالزراعة وتربية الماشية (وخاصة لحم البقر)، والتعدين منذ الفترة الاستعمارية، ومكانتها كولاية حدودية منذ الحرب المكسيكية الأمريكية. فقدت سونورا أكثر من ربع أراضيها في صفقة غادسدن. ومن القرن العشرين إلى الوقت الحاضر، هيمنت الصناعة والسياحة والصناعات الزراعية على الاقتصاد، وجذبت المهاجرين من أجزاء أخرى من المكسيك.

## أعلام
- خوسيه فيلاسكيز
- ألفونسو بدويا
- فرنسيسكو أكونا
- خواكين موريتا كاريو
- مارغريتا أورتيغا
- كارل ألبرت
- ديفيد تاونسند